# Trichoniscus vandelius
Trichoniscus vandelius là một loài chân đều trong họ Trichoniscidae. Loài này được Collinge miêu tả khoa học năm 1946.